# لوئیسویل (کلرادو)
لوئیسویل (به انگلیسی: Louisville) شهری در ایالت کلرادو کشور ایالات متحده آمریکا است که جمعیت آن در سرشماری سال ۲۰۱۰ میلادی، ۱۸٬۳۷۶ نفر بوده‌است.